# Martin Gotthard Schneider
Martin Gotthard Schneider (* 26. April 1930 in Konstanz; † 3. Februar 2017 ebenda) war ein deutscher Kirchenmusiker, Kirchenmusikdirektor und Landeskantor.

## Leben
Martin Gotthard Schneider studierte evangelische Theologie und Kirchenmusik in Heidelberg, Tübingen und Basel. Ab 1958 war er in Freiburg tätig, zunächst als Vikar an der Ludwigskirche, von 1960 bis 1970 als Religionslehrer am Kepler-Gymnasium. In diesen Jahren begann er bereits mit dem Aufbau einer breitgefächerten kirchenmusikalischen Arbeit. Er versah zeitweise nebenberufliche Kirchenmusikerstellen an der Christuskirche und Pauluskirche und war Bezirkskantor im Kirchenbezirk Freiburg. 1958 wurde er Preisträger beim Internationalen Improvisationswettbewerb Haarlem. 1961 gründete er in Freiburg die Heinrich-Schütz-Kantorei, die er bis 2009 leitete. 1970 wurde Schneider zum Kirchenmusikdirektor ernannt. Von 1970 bis 1995 bekleidete er die hauptberufliche Kantorenstelle an der Ludwigskirche und Pauluskirche, sowie von 1973 bis 1995 das Amt des Landeskantors für Südbaden. Von 1963 bis 1997 lehrte er an der Staatlichen Hochschule für Musik in Freiburg (zunächst das Fach Orgelimprovisation, später auch Liturgik, Hymnologie, Gemeindesingen, theologische Information). 1980 erfolgte seine Ernennung zum Professor.
Martin Gotthard Schneider starb am 3. Februar 2017 im Alter von 86 Jahren in Konstanz.

## Werk
Das kompositorische Schaffen von Martin Gotthard Schneider ist an der kirchenmusikalischen Praxis orientiert und umfasst Chor- und Orgelmusik. Vor allem als Autor neuer geistlicher Lieder trat  Schneider hervor. 1961 erhielt er für sein Lied Danke für diesen guten Morgen den 1. Preis im Liederwettbewerb der Evangelischen Akademie Tutzing. „Mit einem einzigen Hit verhalf der Kirchenmusiker Martin Gotthard Schneider einer völlig neuen Gattung von Liedern zum Durchbruch in den evangelischen Kirchen“, hielt der Evangelische Pressedienst anlässlich des Todes von Schneider fest. Bekannt ist auch sein Lied Ein Schiff, das sich Gemeinde nennt (2. Preis 1963). 1975 erschien sein Liederbuch Sieben Leben möcht ich haben. Das Evangelische Gesangbuch (EG) enthält sechs Lieder von Schneider.
Orgelimprovisationen und Chormusik mit Martin Gotthard Schneider sind auf CDs veröffentlicht.

## Auszeichnung
- 1996: Verdienstkreuz am Bande des Verdienstordens der Bundesrepublik Deutschland[2]